# 六郎镇
六郎镇，是中华人民共和国安徽省芜湖市湾沚区下辖的一个乡镇级行政单位。

## 行政区划
六郎镇下辖以下地区：
郎桥社区、殷港社区、保丰村、北陶村、南坝村、新团村、幸福村、周东村、周西村、周下村、永定村、永和村、永丈村、政和村、河东村、港东村、中窑村、万锹村、庆太村、中心村、东八村、永丰村、兴隆村、永太村、新港村、殷港村、强湾村、强桥村、蜈蚣村、加元村和紫园村。